# CJ CGV

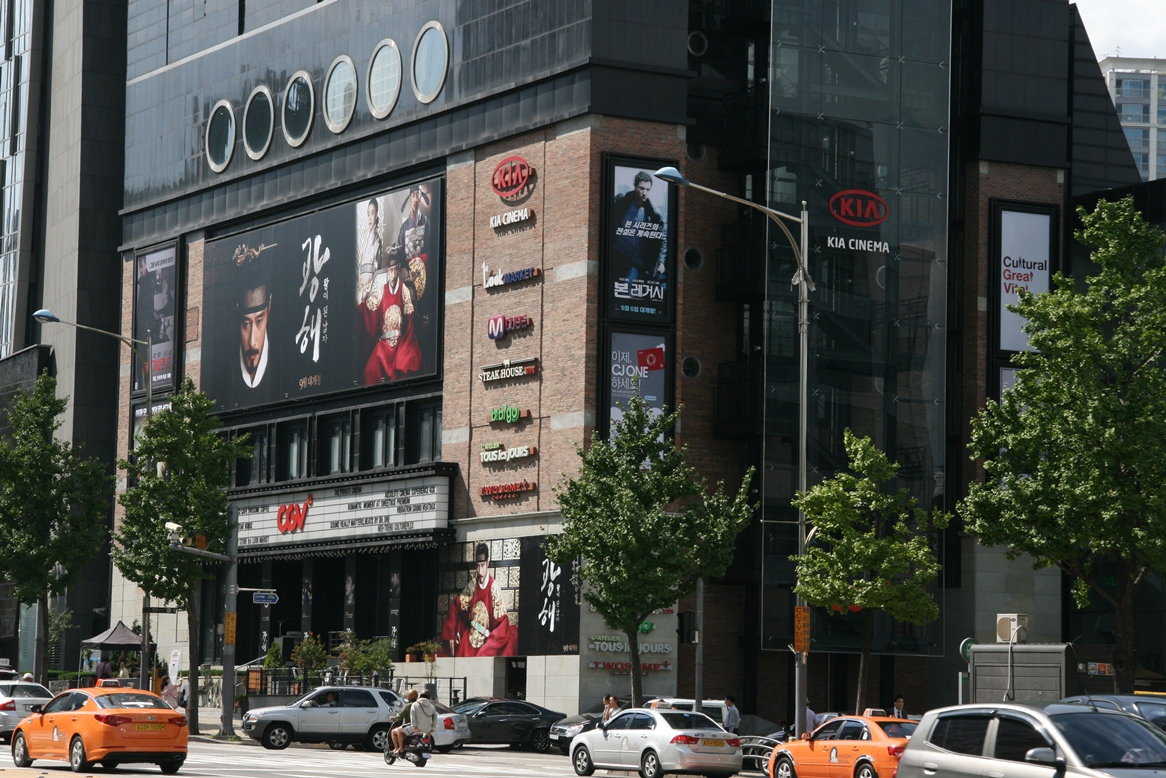
CGV in Gangnam (Seoul)

CGV ist der größte Kinobetreiber in Südkorea und gehört zum Konglomerat CJ. In Südkorea, Vietnam und der Türkei ist CJ CGV Marktführer. Außerdem betreibt die Kette Multiplex-Kinos in China, Indonesien, Myanmar und in den USA.
Anfangs stand die Abkürzung CGV für CJ Golden Village. Mittlerweile wird CGV ohne weitere Bedeutung verwendet. 1998 eröffnete CJ mit dem CGV in Gangbyeon Südkoreas erstes Multiplex-Kino. 2013 erreichte CGV erstmals 100 Millionen Zuschauer in einem Jahr in einem Land und ist damit weltweit die fünfte Kinokette, der dieser Meilenstein gelang; nach Regal, AMC Theatres und Cinemark in den USA und Cinépolis in Mexiko.
Weltweit ist CGV vor allem für Innovationen bekannt, insbesondere 4DX und ScreenX.